# Ataque a Al-Mawasi de septiembre de 2024
El ataque a Al-Mawasi de septiembre de 2024 fueron una serie de ataques aéreos llevados a cabo por las Fuerzas de Defensa de Israel (FDI) que tuvieron lugar el 10 de septiembre de 2024, contra una «zona humanitaria segura» designada por Israel en el campamento de refugiados de Al-Mawasi, cerca de Jan Yunis, al sur de la Franja de Gaza, durante la guerra entre Israel y Gaza. El Ministerio de Salud de Gaza informó que al menos 40 palestinos murieron en el ataque, más de 60 resultaron heridos y varias personas quedaron atrapadas bajo los escombros.
La Defensa Civil de Gaza calificó el ataque de «masacre» y la oficina de prensa de Gaza denunció la «horrible masacre cometida por el Ejército de ocupación, que ha bombardeado tiendas de campaña de desplazados». Por su parte Israel justificó el ataque afirmando que el objetivo había sido varios altos cargos de Hamás.

## Antecedentes
Después de que Israel emitiera una serie de órdenes de evacuación de la Franja de Gaza durante la guerra entre Israel y Gaza, los habitantes de muchas áreas de Gaza se vieron obligados a abandonar su hogares y huir de los combates y del avance del Ejército israelí, muchos de los refugiados huyeron principalmente a Rafah. Ciudad que se volvió densa y superpoblada, con más de 1,4 millones de civiles refugiados en la zona. Sin embargo, cuando Israel invadió la ciudad, ordenó la evacuación también de los barrios orientales. Se estima que 950 000 civiles huyeron y se dirigieron a otras partes del sur de Gaza consideradas seguras, al oeste de Rafah, incluido el campo de refugiados de Al-Mawasi.
En diciembre de 2023, las Fuerzas de Defensa de Israel declararon Al-Mawasi como una «zona humanitaria segura» a las que se ordenó evacuar a los civiles. El 28 de mayo, las fuerzas israelíes bombardearon el campo de refugiados de Al-Mawasi, matando a 21 personas e hiriendo a otras 64. El ataque del 28 de mayo provocó la condena internacional y el presidente israelí, Benjamín Netanyahu, lo calificó de «trágico error». Decenas de personas murieron el 13 de junio en Al-Mawasi en nuevos ataques atribuidos a Israel. El 13 de julio de 2024, una serie de ataques aéreos israelíes alcanzaron nuevamente la zona de Al-Mawasi. El ataque mató al menos a 90 palestinos, entre ellos mujeres y niños, e hirió a más de 300. Los sobrevivientes informaron que fueron atacados sin previo aviso en una zona que les dijeron que era segura.

## Bombardeos
Los ataques a Al-Mawasi tuvieron lugar en plena noche del 10 de septiembre. Según testigos presenciales, los aviones de guerra israelíes atacaron Al-Mawasi con al menos cinco misiles, una superpoblada «zona humanitaria segura» designada donde decenas de miles de palestinos desplazados habían buscado refugio de los ataques israelíes, lo que provocó tres grandes cráteres en la arena de hasta nueve metros de profundidad. Varias tiendas de refugiados se incendiaron debido a la explosión. Según el portavoz de defensa civil, Mahmoud Basal, no se dio ninguna advertencia antes de los ataques y las bombas destruyeron entre 20 y 40 tiendas de campaña.

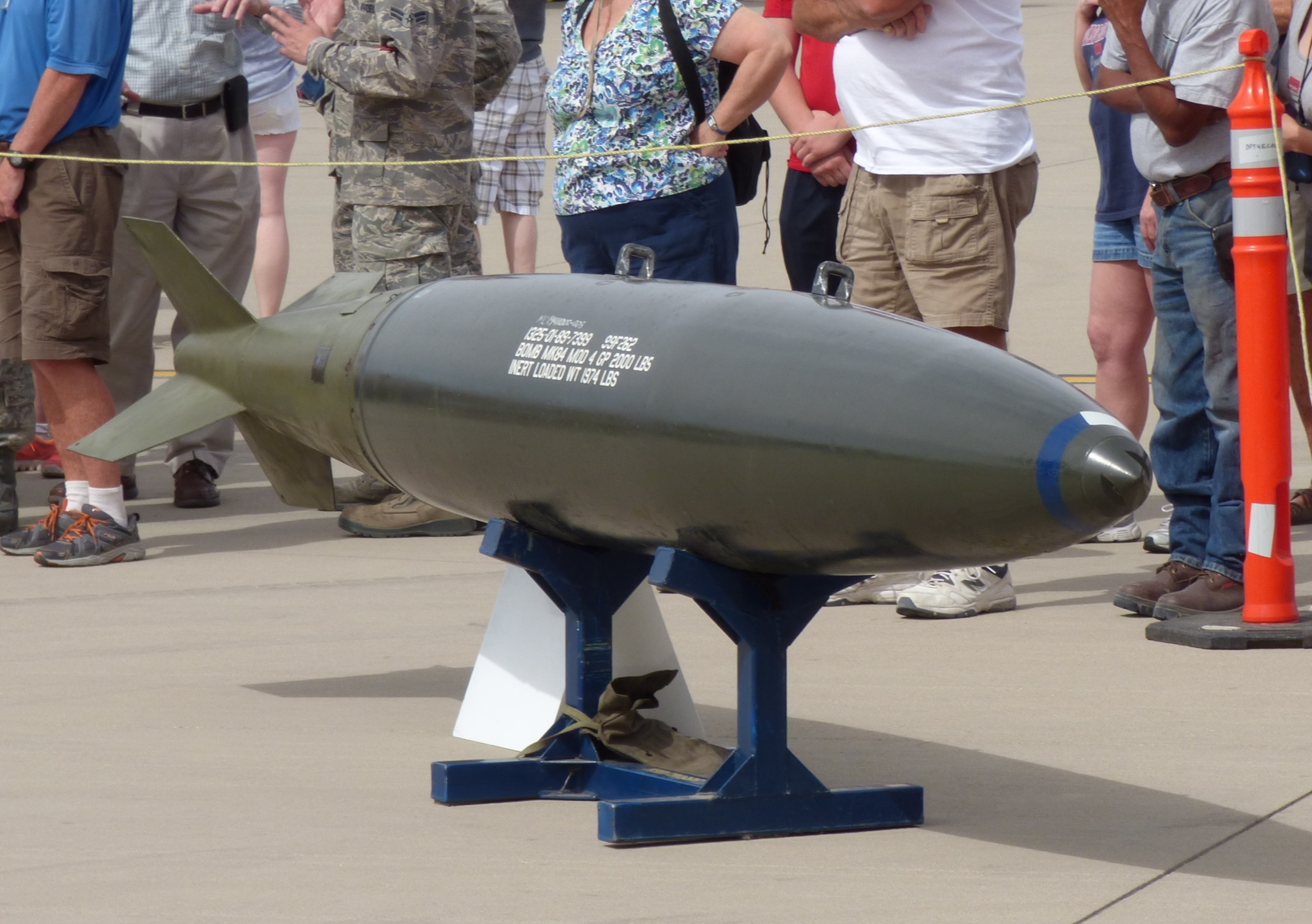
Una bomba no guiada Mark 84 de 2000 libras (907 kg) similar a la utilizada por Israel en el ataque a Al-Mawasi

Dos expertos en armas indicaron que la evidencia visual del ataque de Al-Mawasi sugiere el uso de bombas no guiadas Mark 84 de 2000 libras (907 kg) de fabricación estadounidense. Entre 2023 y 2024, Estados Unidos transfirió más de 14 000 bombas Mark 84 a Israel, que las utilizó ampliamente para atacar la Franja de Gaza durante la guerra entre Israel y Gaza.
Los equipos de ambulancia y defensa civil informaron que estaban teniendo dificultades para recuperar los cuerpos de los palestinos fallecidos. Imágenes del momento posterior al ataque muestran a civiles cavando en la arena con las manos para buscar supervivientes. Varios palestinos locales se quejaron de que «no hay ningún lugar seguro en Gaza» y de que «cumplimos las órdenes de evacuación y nos pasó esto».
La Defensa Civil de Gaza definió lo ocurrido como «una masacre» y afirmó que «hay familias enteras desaparecidas bajo la arena». «Nuestros equipos no tienen el equipamiento necesario para hacer frente a la masacre», también dijo que el Ejército israelí usó «misiles altamente explosivos» en el bombardeo, lo que provocó una «destrucción masiva» en el lugar, lleno de tiendas de campaña usadas por los desplazados y aseguró que «El ataque ha dejado tres agujeros de unos diez metros de profundidad en una zona con entre 20 y 40 tiendas de desplazados».
En un comunicado, el ejército israelí negó las cifras de la Defensa Civil, diciendo que «no se ajustan a la información» que disponen, pero tampoco entregó una versión propia sobre el número de víctimas, limitándose a afirmar que habían efectuado un «ataque preciso» e «intentado mitigar el riesgo para los civiles», aunque tampoco indicó la forma en que habrían tomado estas precauciones. The New York Times pudo verificar videos que muestran grandes cráteres en el sector suroccidental de Al-Mawasi y pudo compararlos con videos de la semana recién pasada de exactamente el mismo sitio, los que mostraban varias tiendas de campaña de refugiados. En las imágenes de la madrugada del martes se veía a los refugiados buscando cuerpos entre los escombros bajo la luz de sus teléfonos,  así como a colaboradores de la Media Luna Roja Palestina cavando con palas. Los palestinos civiles refugiados que se encontraban allí dijeron que el ataque se produjo sin aviso previo, con grandes explosiones entre la medianoche y la una de la madrugada. Al-Mawasi, era antes una zona de densidad poblacional baja, pero tras ser declarada por el ejército israelí como «zona humanitaria» está muy profusamente habitada por refugiados que buscan algún lugar seguro. Las Fuerzas de Defensa de Israel han insistido en que atacarán a los militantes de Hamás donde estimen que podrían encontrarse, independientemente de que sea una zona declarada «segura».

## Reacciones
- Hamás negó que hubiera estacionado combatientes en Al-Mawasi y calificó las acusaciones israelíes de mentiras y de un «intento fallido de justificar la horrible masacre» y que las autoridades israelíes «han practicado una política de engaño en repetidas ocasiones desde el inicio de su guerra genocida para intentar ocultar su fracaso y los crímenes cometidos contra civiles y desplazados, especialmente niños y mujeres».[2][4]

- Israel afirmó que el ataque tenía como objetivo «importantes terroristas de Hamás» que operaban un «centro de mando y control», y afirmó que «se tomaron numerosas medidas para mitigar el riesgo de dañar a civiles, incluido el uso de municiones precisas, vigilancia aérea y medios adicionales».[2]

- Organización de las Naciones Unidas: el secretario general de la ONU, António Guterres, condenó el ataque y su portavoz, Stéphane Dujarric, denunció el uso de armamento pesado en zonas densamente pobladas algo que calificó como «inadmisible». Dujarric también afirmó que «no hay ningún lugar seguro en Gaza».[1] El enviado de paz para Oriente Medio, Tor Wennesland, condenó el ataque en una zona densamente poblada donde se refugiaban personas desplazadas.[23]

- Reino Unido: el ministro de Asuntos Exteriores, David Lammy, calificó el ataque como «impactante» y destacó la necesidad de un alto el fuego inmediato.[24]

- El Consejo Noruego para Refugiados acusó a Israel de «obligar a los palestinos de Gaza a huir de un lugar a otro sin ofrecerles garantías genuinas de seguridad, alojamiento adecuado o retorno una vez que terminen las hostilidades».[1]

- El Consejo de Relaciones Estadounidenses-Islámicas condenó los ataques aéreos y acusó a Israel de masacrar a los «palestinos como si fueran ovejas para el matadero, no seres humanos que merecen la vida y la libertad».[2]